# Schahrud (Kanal)
Der Schahrud (usbekisch Shohrud, tadschikisch Шоҳруд, persisch شاهرود) ist ein antiker steinerner Kanal im usbekischen Buchara. Der Kanal dient der Wasserversorgung der historischen Stadt und ist Teil des UNESCO-Welterbes. Über ihn werden die Hovuz, steinerne Teiche oder Bassins wie der Labi Hovuz oder der Hovuz des Hodscha Gaukuschan, be- und entwässert. Der Schahrud fließt über weite Strecken offen südlich vom Schahristan durch den Rabat Bucharas in Ost-West-Richtung am Labi Hovuz vorbei, unterquert die Händlerkuppel Toqi Sarrofon und passiert den Hodscha Gaukuschan.

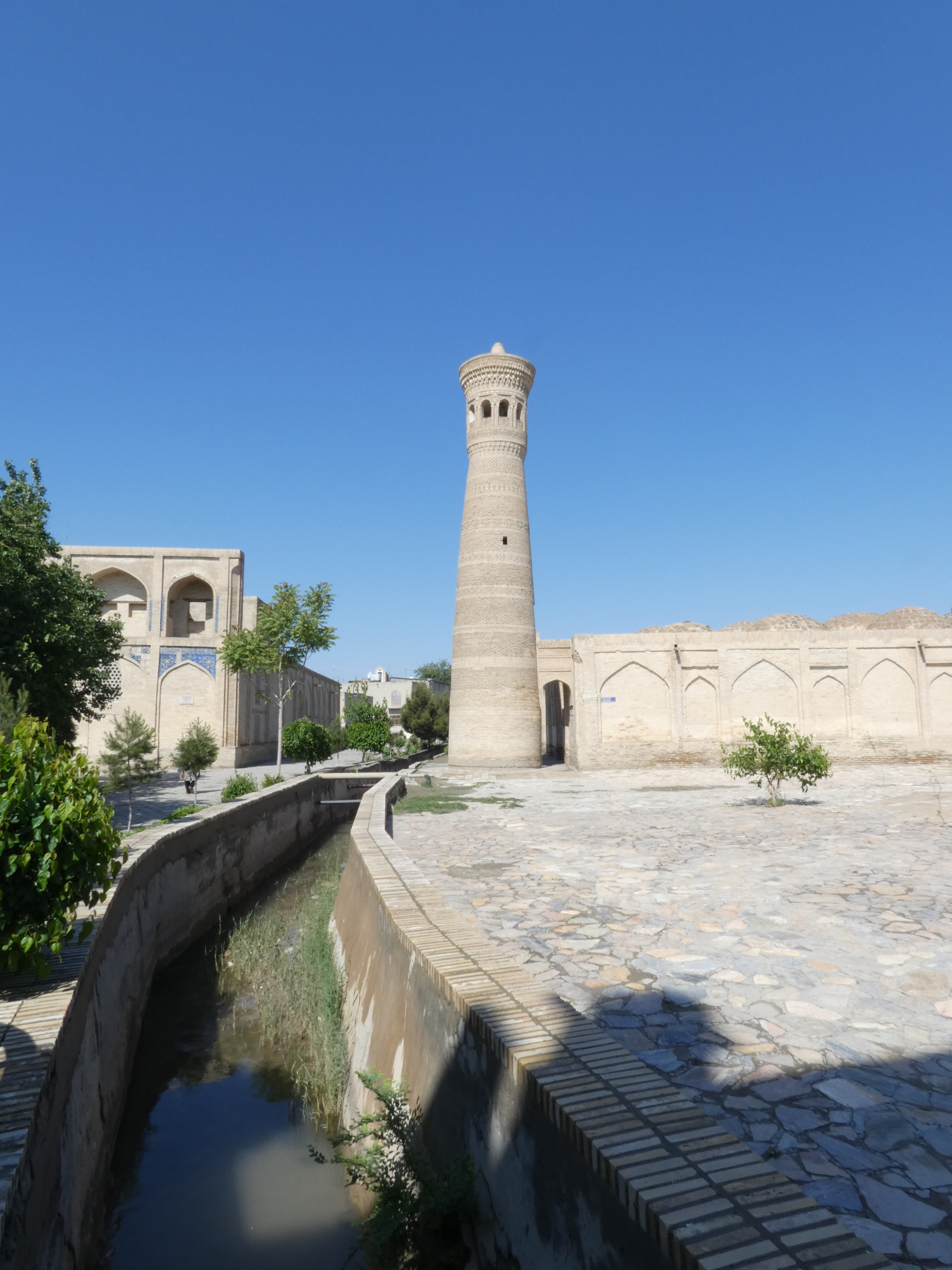
Der Schahrud am Hodscha Gaukuschan
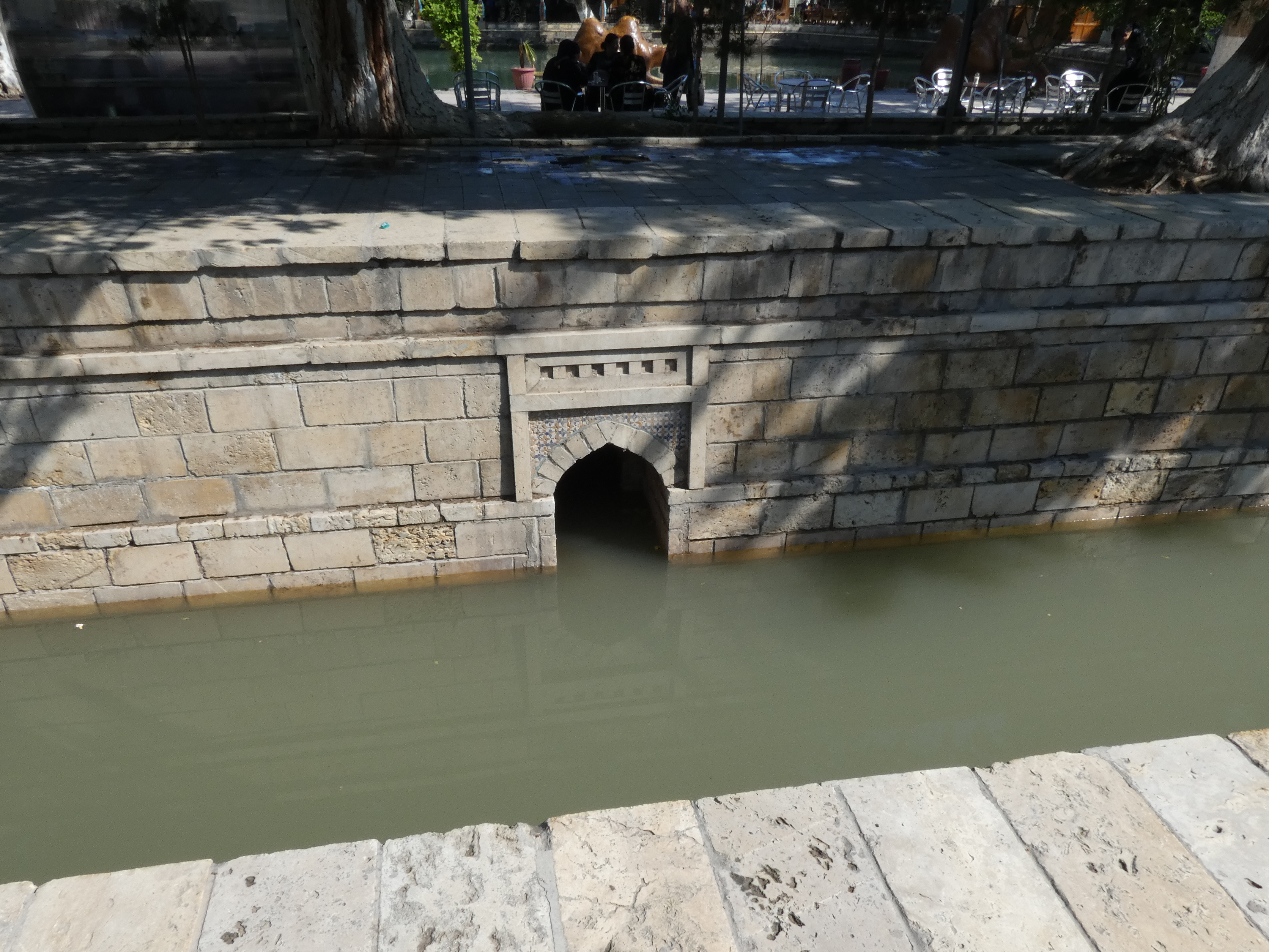
Der Kanal Schahrud mit dem Zufluss für den Teich Labi Hovuz